# جيوفاني رودريغيز ريفيرو
جيوفاني رودريغيز ريفيرو (بالإسبانية: Giovanni Rodríguez Rivero)‏ (25 أغسطس 1998 في إسبانيا - ) هو لاعب كرة قدم إسباني في مركز الهجوم. لعب مع نادي تينيريفي.

## وصلات خارجية
- جيوفاني رودريغيز ريفيرو على موقع قاعدة بيانات كرة القدم.إي يو (الإنجليزية)
- جيوفاني رودريغيز ريفيرو على موقع Soccerway.com (الإنجليزية)